# András Arató
András István Arató (Kőszeg, 1945) is een gepensioneerd Hongaars elektrotechnicus en stockfotografiemodel uit Hongarije. Arató is vooral bekend als de internetmeme "Hide the Pain Harold" (Nederlands: Verberg de pijn-Harold). Hij kreeg deze bijnaam omdat het lijkt alsof hij met zijn grijns een diep verdriet probeert weg te lachen, hoewel hij naar eigen zeggen best gelukkig is.

## Biografie
Arató werd geboren in 1945 in Kőszeg, een stad in het westen van Hongarije. Hij groeide op tijdens het tijdperk van het IJzeren Gordijn. In 1969 studeerde hij af in de Elektrotechniek, aan de Technische Universiteit Boedapest.

### Internetmeme
In 2009 nam een fotograaf contact op met Arató, nadat hij zijn vakantiefoto's had gezien op Facebook. De fotograaf was op zoek naar iemand zoals hij voor een collectie van stockfoto's. Dat zijn standaardfoto's die gebruikt worden voor artikelen in kranten, tijdschriften en op websites. Arató stemde toe, omdat hij blij was dat de fotograaf hem wilde. Gedurende twee jaar maakte de fotograaf honderden foto's van Arató voor fotobibliotheken.
In 2011 ontstond de meme van "Hide de Pain Harold" op Facepunch, een internetforum. Toen de meme steeds bekender werd, begonnen journalisten contact op te nemen met Arató voor interviews. Zijn vrouw was niet blij met alle aandacht, omdat ze dacht dat die hun privéleven zou verstoren. Ook dachten mensen dat Arató geen echt persoon was, maar een Photoshop-creatie. Het misbruik van de foto's was niet tegen te houden, waarna het koppel besloot om zich erbij neer te leggen.
In 2016 maakte Arató zich bekend als de man op de stockfoto's. Het irriteerde hem dat mensen Facebook-pagina's aanmaakten onder zijn naam, zodoende maakte hij in 2017 zelf een pagina aan. Arató wilde de pagina gebruiken om video's en verhalen van zijn reizen te delen. Toen bedrijven merkten dat hij de meme omarmd had, boden ze hem werk aan, zoals een rol in een televisiereclame voor een Hongaarse autodealer. In 2024 acteerde hij in meerdere reclamecampagnes van het merk Chocomel. Ook werkte hij vijf jaar als diskjockey bij een lokale radiozender in Hongarije.